# American pit bull terrier
L'American Pit Bull Terrier, più comunemente Pit Bull o semplicemente Pitbull, è una razza canina generalmente ritenuta il risultato dell'incrocio attuato a partire dalla fine del XIX secolo, tra razze di tipo Bull come l'Old Bulldog e razze di tipo Terrier. Secondo alcuni autori, come Richard Stratton, si tratta dell'autentico bulldog da lavoro rinascimentale senza apporto di altre razze.
Questa razza fa parte dei Terrier di tipo Bull.

## Origini e storia

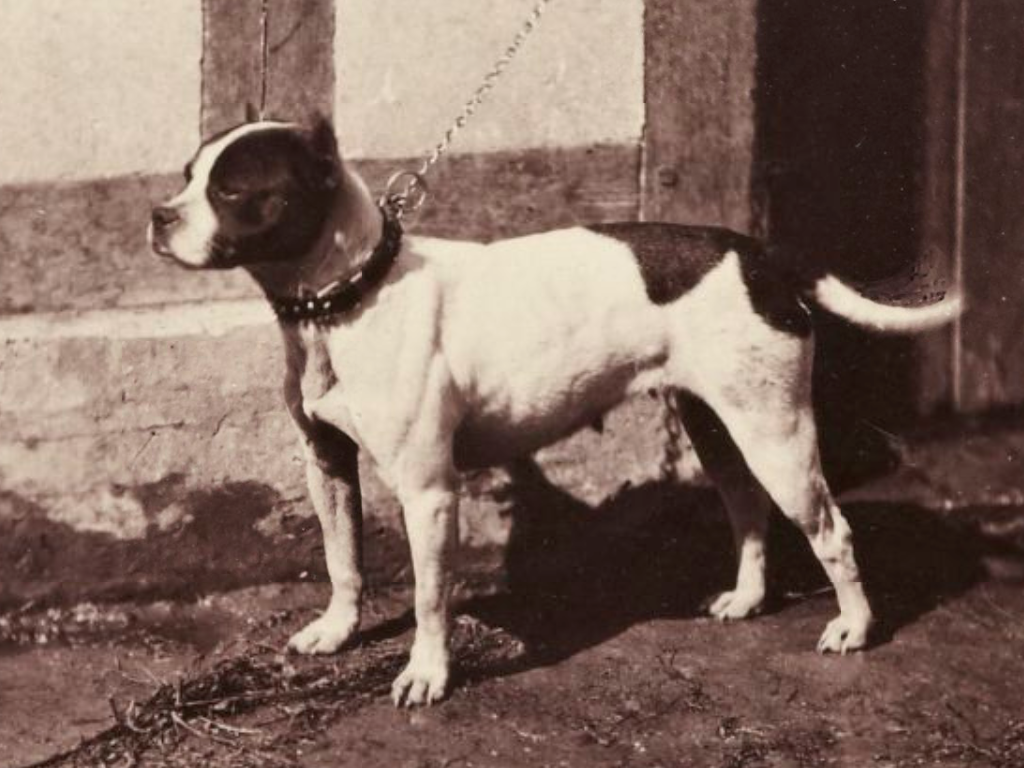
Bull and Terrier, 1863

Il "pit" in inglese è la "fossa/arena" destinata ai sanguinosi spettacoli del bullbaiting e combattimenti di cani, passatempo popolarissimo nella Gran Bretagna del XVIII e XIX secolo. Il nome "Pit bull terrier" significa infatti "Bull terrier della Fossa", dove questo cane era l'attore principe del palcoscenico.
La razza deriva dalla ri-selezione operata negli USA di una razza selezionata in Gran Bretagna nel corso dell'800: il Bull and Terrier. Il lavoro degli allevatori statunitensi cominciò nel 1845 e si focalizzò sugli esemplari di Bull and Terrier importati massicciamente dall'Irlanda per tramite delle ondate migratorie provenienti dall'isola a causa della famosa "peste delle patate". L'afflusso dei coloni irlandesi contribuì a diffondere nelle metropoli nordamericane tanto i Bull and Terrier quanto gli spettacoli ad essi collegati: combattimento di cani, rat-baiting, ecc.
Prima di divenire American Pit Bull Terrier, grazie alla selezione dei più appassionati, tra cui ricordiamo la figura storica di John Pritchard Colby la razza era già stata da tempo riconosciuta a livello popolare, e gli erano stati attribuiti di volta in volta nomi come Staffordshire Terrier (da non confondere con l'odierno Staffordshire bull terrier), "bull terrier", half and half, yankee terrier e più in generale bull dog (nome che identificava quella tipologia e che non specificava la razza che oggi detiene tale nome). Si è sentito parlare anche di Blue Paul Terrier, ma questi costituì il filone scozzese meno importante e di cui si è persa traccia agli inizi del XX secolo. L'American pit bull terrier è un cane particolarmente agile, forte, tenace e combattivo.
La razza American pit bull terrier non è riconosciuta come tale dalla FCI (Federazione Cinologica Internazionale) né dall'ENCI (Ente Nazionale Cinofilia Italiana), mentre è riconosciuta dall'UKC (United Kennel Club) e della ADBA (American Dog Breeders Association), due federazioni che concepiscono il cane in modo differente, mantenendo standard morfo-caratteriali leggermente diversi fra loro. In Italia e in Europa il Club di riferimento che rappresenta la razza da oltre 20 anni è la FIPKEN (www.fipken.com)

## Ci sono due varianti di Pitbull
L’UKC pensa a un cane più moderno e che in qualche modo lasci alle spalle i retaggi del passato. Il cane ha una forma più compatta, una taglia leggermente maggiore (anche se esistono soggetti ADBA che possono aver maggiori dimensioni rispetto ad un UKC), testa a mattone quindi leggermente più schiacciata rispetto ad un Pitbull ADBA, e nel corso degli anni la selezione caratteriale UKC ha represso alcuni istinti tipici dell'American pit bull terrier.

## Lo Standard ADBA

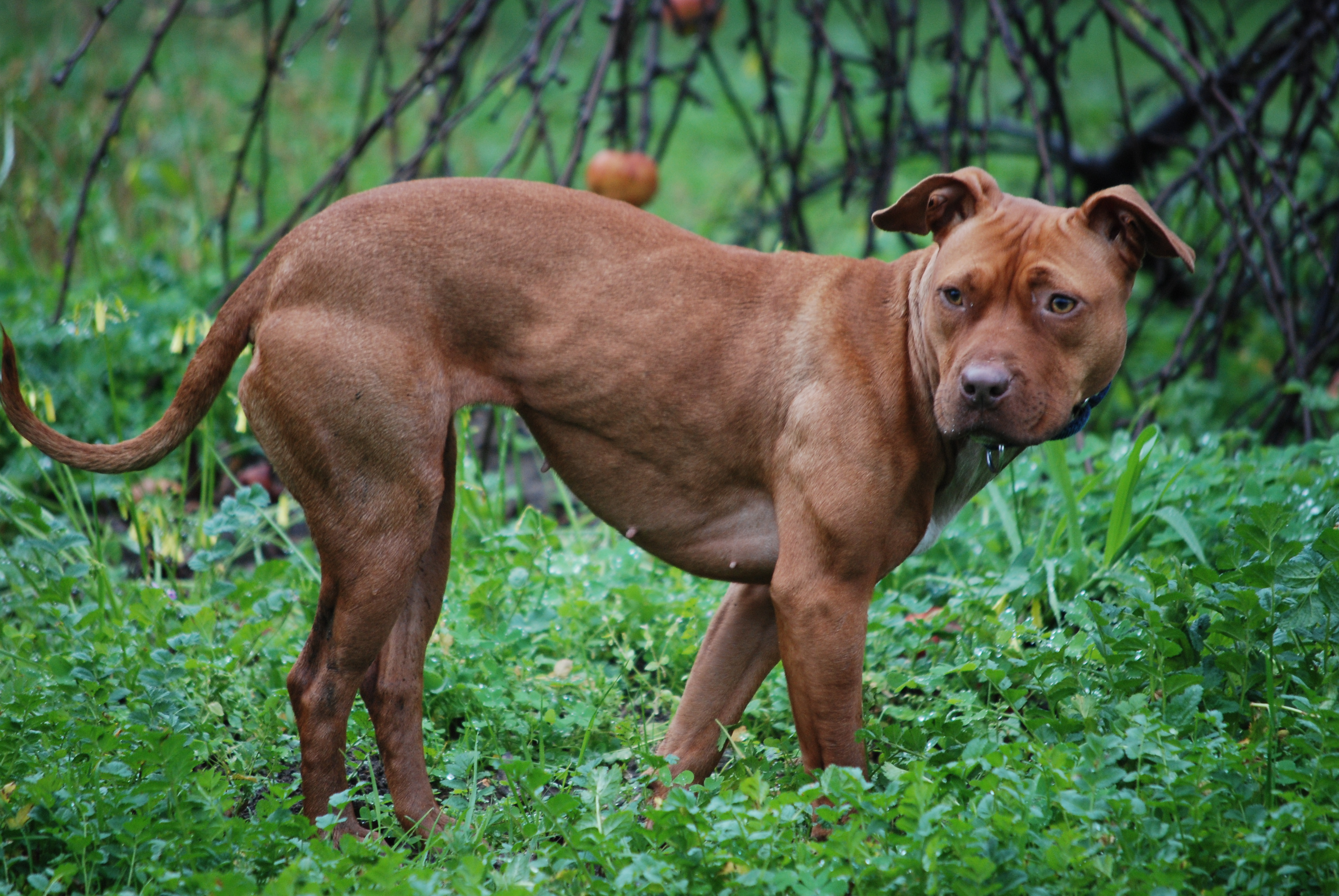
American Pit Bull Terrier

L'Adba (American Dog Breeders Association) nacque nel 1909 grazie a Guy McCord ed ha sede a Salt Lake City.
Aspetto generale: Di lato il Pit Bull deve essere quadrato, cioè presentare uguale lunghezza dalla spalla all'anca e dalla spalla a terra.
Testa: La conformazione generale del cranio può essere variabile; a forma di cuneo vista dall'alto e di lato, rotonda vista frontalmente. Deve avere una dimensione pari ai due terzi della larghezza delle spalle se visto frontalmente. Deve passare uguale distanza fra le estremità della testa e lo stop e tra lo stop e la punta del naso. La mandibola deve essere ben sviluppata e la chiusura dei denti a forbice.
Orecchie: Le orecchie, tagliate o non tagliate, devono essere ben alte sul capo, senza pieghe e portate a rosa.
Occhi: L'occhio deve essere ellittico quando visto frontalmente, triangolare quando visto lateralmente, piccolo e infossato.
Naso: Il naso deve presentare un dorso ben sviluppato, con narici ben larghe; il colore non ha importanza
Collo: Il collo deve essere potente, ben muscoloso fino alla base del cranio.
Spalle: Le spalle devono essere leggermente più ampie della gabbia toracica all'altezza dell'ottava costola.
Spalle troppo strette non sostengono una adeguata muscolatura per un cane che deve essere agile e forte; spalle troppo ampie tuttavia appesantiscono troppo l'animale durante le sue azioni rendendolo più lento e quindi più attaccabile.
Dorso: Il dorso deve essere corto e forte.
Torace: Il torace, profondo e ben molleggiato, è stretto: la sua efficienza è tanto maggiore quanto maggiore è la sua capacità di contrarsi ed espandersi.
Coda: La coda è spessa alla base, a punta in fondo e lunga fino al garretto. E ' portata abbastanza bassa.
Anteriore: L'anteriore è pesante, solido e forte.
Posteriore: Il posteriore presenta l'anca lunga, inclinata e larga per garantire maggior potenza nella spinta.
Gomiti: Piatti e forti, i gomiti, danno grande elasticità ai movimenti.
Omero: L'omero deve risultare il più possibile parallelo alla colonna vertebrale.
Zampe: Le zampe sono piccole e alte sulle falangi. I piedi presentano cuscinetti ovali e spessi, di colorazione quasi omogenea al resto del corpo.
Pelle: La pelle è spessa, senza pieghe e ben aderente su tutto il corpo tranne che sul collo e sul torace.
Mantello: Corto, compatto, ruvido e spesso, il mantello è ammesso di qualsiasi colorazione.
Taglia: limite di 13–25 kg (30-75 libbre) per i maschi o femmine.

## Lo Standard UKC

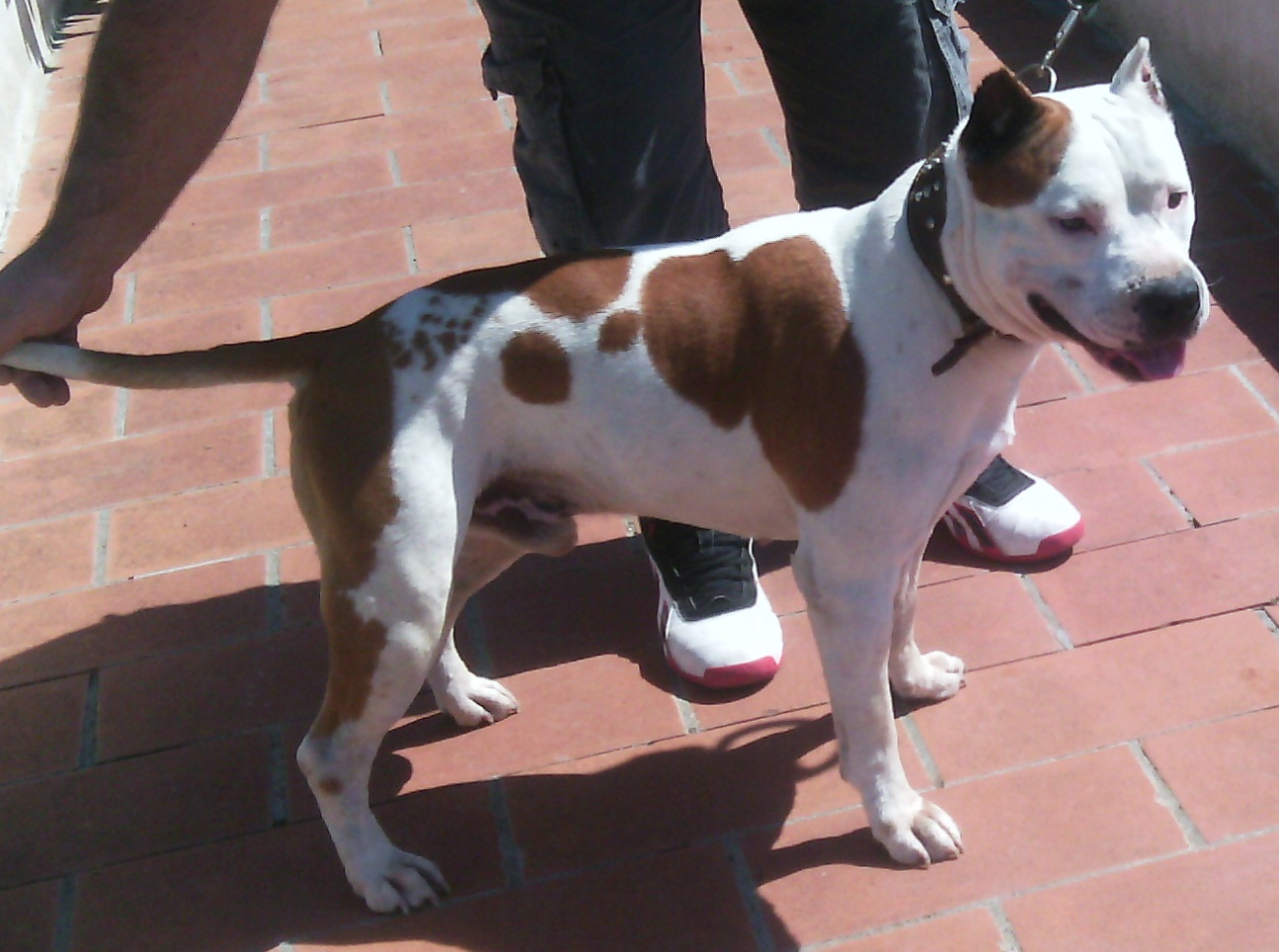
American Pit Bull Terrier

L'UKC (United Kennel Club) nacque nel 1898 grazie a Chauncey Zachariah Bennett.
L'APBT in standard UKC deve avere:
Aspetto Generale: Il Pit Bull deve dare un'impressione globale di forza e compattezza. È un cane ben costruito e muscoloso, compatto e di aspetto fiero e coraggioso. Molto attento a tutto ciò che lo circonda.
Testa:La testa deve essere di lunghezza media, a forma di mattone, con cranio piatto e ampio alle orecchie. Le guance devono essere prominenti e senza rughe.
Muso:Il muso, che con il cranio compone la testa, deve essere ampia e profondo, con mascelle ben pronunciate e molto forti. I denti dell'arcata superiore devono avere una perfetta chiusura a forbice sui denti dell'arcata inferiore.
Orecchie: Le orecchie possono essere tagliate o meno, ma è fondamentale che siano ben alte sulla testa e non devono presentare pieghe.
Occhi: Gli occhi devono essere rotondi, limpidi, ben lontani tra loro e situati nella parte bassa del cranio. È ammessa qualsiasi colorazione.
Naso: Il naso deve presentare narici larghe e ben dilatate. È ammesso di qualsiasi colore. La canna nasale deve essere di media lunghezza.
Collo: Il collo deve essere molto muscoloso, leggermente arcuato e molto pronunciato dalle spalle alla testa.
Spalle: Le spalle devono essere forti e muscolose con le scapole larghe e discendenti.
Dorso: Il dorso deve presentarsi corto e forte, leggermente discendente sul groppone, leggermente arcuato ai lombi, che devono essere appena piegati
Torace: Il torace deve essere profondo, ampio ma non troppo, con costole ampie e evidenti.
Costole: Le costole devono avere un aspetto ben evidente; devono essere serrate e le posteriori devono mostrare una maggiore ampiezza.
Zampe: Le zampe sono grandi, con ossa rotonde; i pastorali sono dritti e verticali, abbastanza forti. I piedi sono di media misura. L'andatura è leggera, esprime potenza e nello stesso tempo agilità. Mai goffo o trascinato nel passo
Coscia: La coscia è lunga, con muscoli ben sviluppati e il garretto dritto e basso.
Coda: La coda è medio-corta rispetto alla taglia; è portata bassa e si assottiglia verso la parte terminale. Non è mai trascinata. La coda mozza non è accettata.
Mantello: Il mantello si presenta compatto, corto, lucido e ruvido al tatto. Il colore non è importante; Qualsiasi mantello è ammesso ad eccezione del merle. Il merle e l'albinismo sono soggetti a squalifica in fase di giudizio.
Taglia: Preferibilmente dai 14 ai 23 kg per le femmine e dai 16 ai 27 kg per i maschi. 43 ai 50,8 cm per le femmine e dai 45,7 ai 53 cm per i maschi. Cani di taglia superiore non sono accettati solo nel caso che siano troppo alti sulle zampe, troppo tozzi o comunque non adeguatamente proporzionati.

## Carattere
Il Pit Bull è descritto come un cane tenace ed indomito, estremamente coraggioso, impavido e fedele al suo padrone.
Secondo David Alderton, probabilmente contro l'American Pit Bull Terrier è stato promulgato il maggior numero di leggi e normative, più che verso qualunque altra razza canina. In Gran Bretagna; per esempio, è consentito il possesso solo di esemplari registrati e castrati. Anche in Italia vi è stata un'ampia disputa tra i detrattori di questa razza, in quanto ritenuta intrinsecamente pericolosa, ed i difensori che attribuiscono, all'opposto, la causa di tale pericolosità all'incompetenza od all'uso che il padrone fa di questo tipo di cane. Razza consigliata a persone con esperienza. È un cane pieno di energia e molto duttile ed utile, se lo si addestra correttamente.

## Filmografia
Un viaggio a quattro zampe. Protagonista una Pit bull, che percorre 650 km in due anni e mezzo per ritrovare i suoi affezionati padroni.